# Еммануїл Філіберт (принц Венеційський)
Еммануїл Філіберт (повне ім'я: Еммануїл Філіберт Умберто Реза Сіро Рене Марія ді Савоя; італ. Emanuele Filiberto Umberto Reza Ciro René Maria di Savoia; нар. 22 червня 1972, Женева, Швейцарія) — принц Венеційський, представник Савойського дому, син Віктора Еммануїла, принца Неаполітанського, та його дружини Марини Рікольфі Доріа. Онук останнього короля Італії Умберто II.

## Життєпис
Народився 22 червня 1972 року в місті Женева в Швейцарії. Батько — Віктор Еммануїл, син останнього короля Італії Умберто II; мати — Марина Рікольфі-Доріа, швейцарська спортсменка з водних лиж. Єдиний нащадок подружжя.
Навчався на економічному факультеті Женевського університету, проте навчання не закінчив. Як Еммануїл Філіберт заявив 2009 року, в молодому віці він був наркозалежним. У 26 років відкрив власний інвестиційний фонд Altin на Швейцарській біржі.

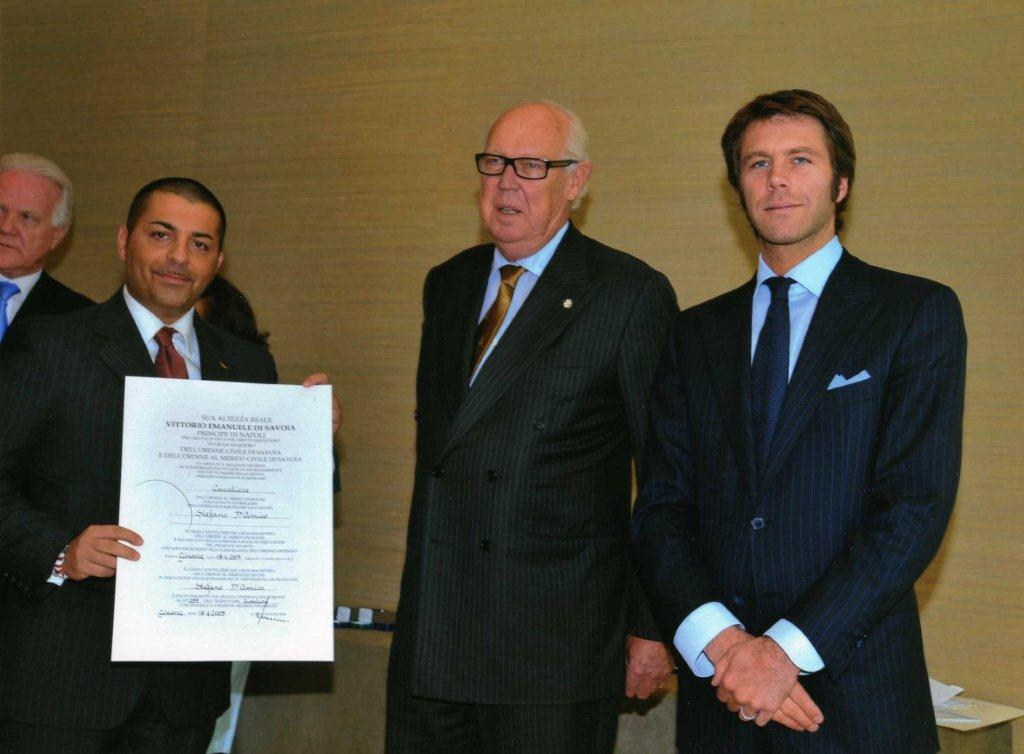
Еммануїл Філіберт (праворуч) з батьком (посередині). 2009

10 листопада 2002 року разом з батьками відвідав Італію після того, як було скасовано положення Конституції про заборону перебування в Італії нащадкам Савойської династії. Подорож тривала 3 дні. Еммануїл Філіберт супроводжував батьків під час авдієнції з Папою Римським Іваном Павлом II. Тоді ж знявся в рекламі оливок.
З моменту повернення в Італію брав участь у багатьох телевізійних програмах, передусім розважальних.
У листопаді 2007 року разом із батьком оголосив Італійській Республіці вимогу виплатити його родині компенсацію в розмірі 260 млн євро за усе конфісковане в 1946 році у Савойського дому майно та провести його реституцію. Уряд Італії запит відхилив та додав, що Італія, навпаки, має право вимагати від Віктора Еммануїла та його родини як нащадків Віктора Еммануїла III та Умберто II компенсацій за шкоду, нанесену в час перебування Італії під фашистським режимом.
2009 року разом зі своєю партнеркою, балериною Наталією Титовою, переміг в італійській версії шоу «Танці з зірками».
2018 року в інтерв'ю газеті «Libero» Еммануїл Філіберт заявив, що має намір створити в Італії монархістську партію, яка лобіюватиме ідею відновлення монархії в країні. Соціологічне опитування, проведене в Італії незадовго до публікації інтерв'ю, засвідчило, що 15 % італійців підтримують ідею відновлення монархії та 8 % підтримують принца Еммануїла Філіберта в цьому.

## Сім'я
10 липня 2003 року було оголошено про заручини Еммануїла Філіберта з французькою акторкою Клотільдою Куро. 25 вересня того ж року вони одружилися в церкві Санта-Марія-дельї-Анджелі-е-деї-Мартірі в Римі. Подружжя має двох доньок:
- Вікторія (нар. 28 грудня 2003, Женева, Швейцарія);
- Луїза (нар. 16 серпня 2006).

## Нагороди
- Савойський дім:
  - Вищий орден Святого Благовіщення;
  - Орден Святих Маврикія та Лазаря.
- Неаполітанські Бурбони: Константинівський орден святого Георгія.
- Королівська сім'я Чорногорії:
  - Орден Петрович-Негош;
  - Орден князя Данила I;
  - Орден Святого Петра Цетинського.
- Російська імператорська родина: Орден Святого Олександра Невського.
- Королівська родина Руанди: Королівський орден Друму.

## Родовід
|  |                        |  |  |  |  |  |  |  |  |  |  |  |  |  |  |  |
|  | Віктор Еммануїл III    |  |  |  |  |  |  |  |  |  |  |  |  |  |  |  |
|  |                        |  |  |  |  |  |  |  |  |  |  |  |  |  |  |  |
|  |                        |  |  |  |  |  |  |  |  |  |  |  |  |  |  |  |
|  | Умберто II             |  |  |  |  |  |  |  |  |  |  |  |  |  |  |  |
|  |                        |  |  |  |  |  |  |  |  |  |  |  |  |  |  |  |
|  |                        |  |  |  |  |  |  |  |  |  |  |  |  |  |  |  |
|  | Олена Негош-Петрович   |  |  |  |  |  |  |  |  |  |  |  |  |  |  |  |
|  |                        |  |  |  |  |  |  |  |  |  |  |  |  |  |  |  |
|  |                        |  |  |  |  |  |  |  |  |  |  |  |  |  |  |  |
|  | Віктор Еммануїл        |  |  |  |  |  |  |  |  |  |  |  |  |  |  |  |
|  |                        |  |  |  |  |  |  |  |  |  |  |  |  |  |  |  |
|  |                        |  |  |  |  |  |  |  |  |  |  |  |  |  |  |  |
|  | Альберт І              |  |  |  |  |  |  |  |  |  |  |  |  |  |  |  |
|  |                        |  |  |  |  |  |  |  |  |  |  |  |  |  |  |  |
|  |                        |  |  |  |  |  |  |  |  |  |  |  |  |  |  |  |
|  | Марія Жозе Бельгійська |  |  |  |  |  |  |  |  |  |  |  |  |  |  |  |
|  |                        |  |  |  |  |  |  |  |  |  |  |  |  |  |  |  |
|  |                        |  |  |  |  |  |  |  |  |  |  |  |  |  |  |  |
|  | Єлизавета Баварська    |  |  |  |  |  |  |  |  |  |  |  |  |  |  |  |
|  |                        |  |  |  |  |  |  |  |  |  |  |  |  |  |  |  |
|  |                        |  |  |  |  |  |  |  |  |  |  |  |  |  |  |  |
|  | Еммануїл Філіберт      |  |  |  |  |  |  |  |  |  |  |  |  |  |  |  |
|  |                        |  |  |  |  |  |  |  |  |  |  |  |  |  |  |  |
|  |                        |  |  |  |  |  |  |  |  |  |  |  |  |  |  |  |
|  | Рене Рікольфі-Доріа    |  |  |  |  |  |  |  |  |  |  |  |  |  |  |  |
|  |                        |  |  |  |  |  |  |  |  |  |  |  |  |  |  |  |
|  |                        |  |  |  |  |  |  |  |  |  |  |  |  |  |  |  |
|  | Марина Рікольфі Доріа  |  |  |  |  |  |  |  |  |  |  |  |  |  |  |  |
|  |                        |  |  |  |  |  |  |  |  |  |  |  |  |  |  |  |
|  |                        |  |  |  |  |  |  |  |  |  |  |  |  |  |  |  |
|  | Айріс Бенвенуті        |  |  |  |  |  |  |  |  |  |  |  |  |  |  |  |
|  |                        |  |  |  |  |  |  |  |  |  |  |  |  |  |  |  |
|  |                        |  |  |  |  |  |  |  |  |  |  |  |  |  |  |  |